# Морроне, Микеле
Микеле Морроне (итал. Michele Morrone, род. 3 октября 1990, Битонто, Апулия, Италия) — итальянский манекенщик, певец и модельер, снимается в итальянских и польских фильмах. Получил международное признание после роли Массимо Торичелли в эротико-романтической драме 2020 года «365 дней». Фильм побил рекорды Netflix с момента его выхода 7 июня 2020 года.

## Биография
Родился 3 октября 1990 года в Битонто в итальяно-цыганской семье. Он самый младший из четырёх детей, и у него есть три старшие сестры. Его отец работал строителем и умер в 2003 году, когда Морроне было 12 лет. Его мать, Анджела работала швеёй. Она вместе с отцом переехала в Меленьяно, когда их дети были маленькими, чтобы найти лучшие возможности трудоустройства.
В 11 лет он посмотрел фильм о Гарри Поттере, и решил стать актёром. Учился в средней школе. Затем он изучал профессиональное актёрское мастерство в театре города Павия, в Teatro Fraschini di Pavia.
В кино дебютировал в 2011 году, сыграв в фильме «Second Chance», где он сыграл эпизодическую роль.

## Фильмография
- 2009—2016 — Squadra Antimafia: Palermo Oggi
- 2011 — Convent Mysteries
- 2011—2013 — Come un Delfino
- 2016 — Медичи
- 2017 — Sirene
- 2017 — Who’s the Beast
- 2018 — Una Donna Contro Tuttie
- 2019 — İl Processo
- 2019 — Bar Joseph
- 2020 — 365 дней — Массимо Торичелли
- 2020 — L’ultimo giorno del toro
- 2022—365 Days: This Day
- 2022 — The Next 365 Days
- 2024 — Меган: К вашим услугам
- 2025 — Братья Мазерати
- 2025 — Ещё одна простая просьба — Данте Версано, жених Эмили[11]

## Личная жизнь
В 2014 году женился на Руба Саади. У них родилось двое детей. Развелись в 2018 году.